# فريدريك جوستين (مهندس معماري)
فريدريك جوستين (بالإنجليزية: Frederick Heath)‏ هو مهندس معماري أمريكي، ولد في 15 أبريل 1861 في لاكروس في الولايات المتحدة، وتوفي في 1953 في تاكوما في الولايات المتحدة.